# ژابچه
ژابچه (به لهستانی:  Żabcze) یک روستا در لهستان است که در گمینا دووخوبچوو واقع شده‌است. ژابچه ۴۰ نفر جمعیت دارد.